# Mahrenholz (Groß Oesingen)
Mahrenholz ist ein Ortsteil von Groß Oesingen, einer Gemeinde im Landkreis Gifhorn in Niedersachsen.

## Geographie und Verkehrsanbindung

### Geographische Lage
Mahrenholz liegt im Norden des Landkreises Gifhorn, rund zwanzig Kilometer nördlich der Kreisstadt Gifhorn. Nordwestlich von Mahrenholz befindet sich das Naturschutzgebiet Obere Lachte, Kainbach, Jafelbach. Durch Mahrenholz fließt die Wiehe, ein Zufluss des Schwarzwassers.

### Ortsgliederung
Mahrenholz ist in mehrere Teile gegliedert. Die Ortsmitte liegt rund zweihundert Meter östlich der Bundesstraße 4, zu ihr gehört das Gut Mahrenholz. Wenige hundert Meter östlich der Ortsmitte, getrennt durch den Flusslauf der Wiehe, liegt die aus fünf Häusern bestehende Streusiedlung Steinkamp. An der Bundesstraße 4 befand sich die Gaststätte, rund zweihundert Meter westlich der Bundesstraße 4 liegt der Friedhof. Ebenfalls an der Bundesstraße 4, rund fünfhundert Meter südlich der Ortsmitte und von ihr durch einen Acker getrennt, befindet sich die aus fünf Häusern bestehende Siedlung Randsmoor. Rund zwei Kilometer nördlich der Ortsmitte befinden sich an der Bundesstraße 4 der Bahnhof mit einer aus rund zwölf Häusern bestehenden Siedlung und einem Holzwerk.

### Verkehrsanbindung
Durch Mahrenholz verläuft die Bundesstraße 4, die hier die Bezeichnung Randsmoor trägt. Eine Gemeindestraße führt in das Nachbardorf Klein Oesingen. Linienbusse fahren von Mahrenholz bis nach Groß Oesingen, Hankensbüttel, Steinhorst, Texas, Wahrenholz und Wesendorf.
Durch Mahrenholz verläuft auch die 1904 eröffnete Bahnstrecke Celle–Wittingen, in Mahrenholz befindet sich der Bahnhof „Groß Oesingen“. 1974 wurde der regelmäßige Personenverkehr eingestellt, seitdem wird die Strecke nur noch für den Güterverkehr sowie als Museumsbahn genutzt.

## Geschichte

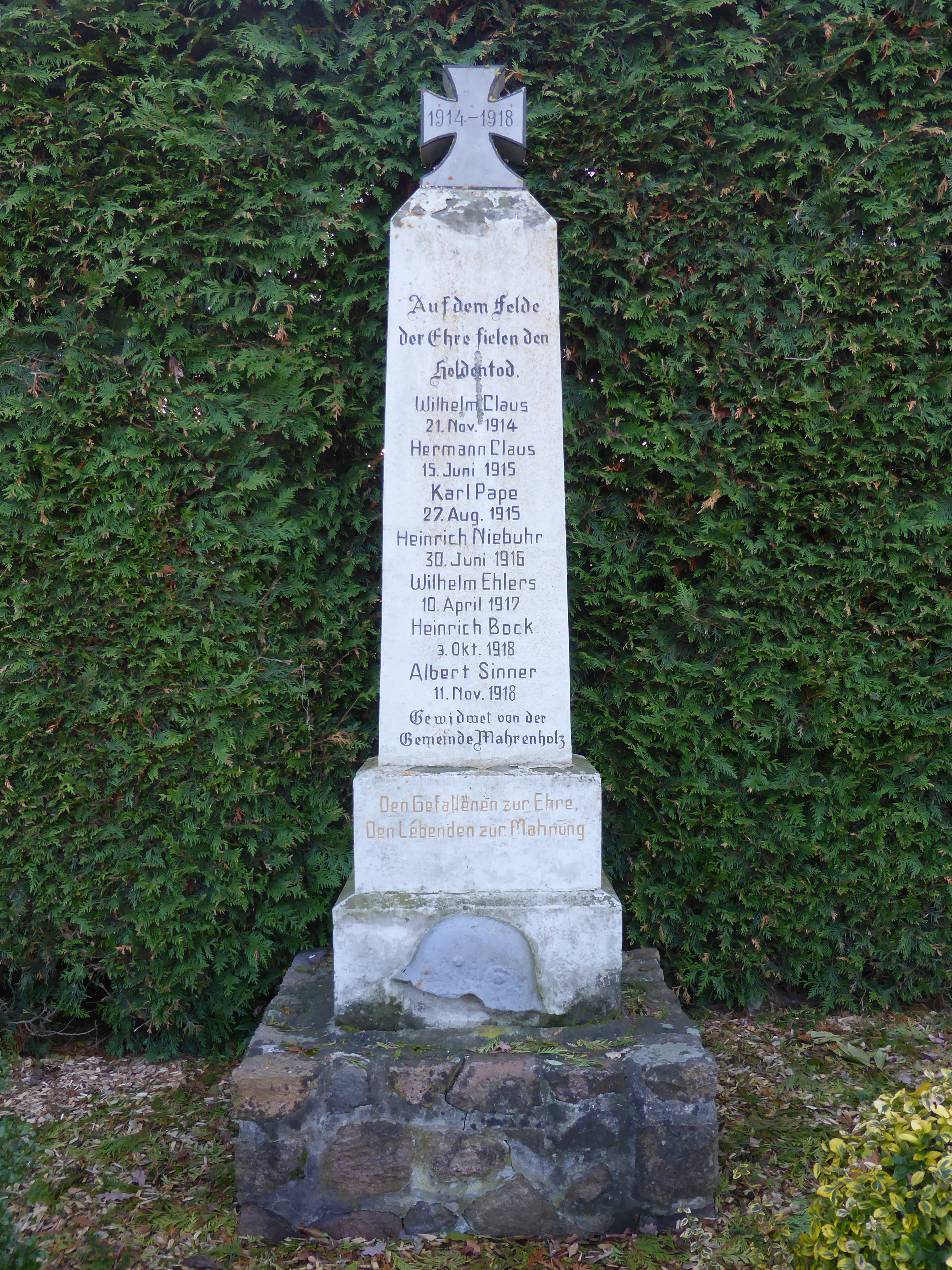
Kriegerdenkmal

1489 ist in einem Steuerverzeichnis ein Hof Clawes in Marnholte aufgeführt, 1563/64 in einem Verzeichnis über die der Landfolge verpflichteten Einwohner zwei Vollhöfe in Marenholte.
1885 wurde aus dem Amt Isenhagen, dem Mahrenholz angehörte, der Kreis Isenhagen gegründet.
Im Ersten Weltkrieg verloren von 1914 bis 1918 sieben Männer aus der damaligen Gemeinde Mahrenholz ihr Leben, die Namen der gefallenen Soldaten sind auf dem Kriegerdenkmal in Mahrenholz verzeichnet. 1932 wurde der Kreis Isenhagen wieder aufgelöst, seitdem gehört Mahrenholz zum Landkreis Gifhorn. Der Zweite Weltkrieg forderte zehn Opfer aus Mahrenholz, ihre Namen sind auf einer Tafel in der Friedhofskapelle aufgeführt.
Am 1. März 1974 wurde die Gemeinde Mahrenholz in die Gemeinde Groß Oesingen eingegliedert.

### Einwohnerentwicklung
| Jahr      | 1910 | 1925 | 1933 | 1939 |
| --------- | ---- | ---- | ---- | ---- |
| Einwohner | 67   | 92   | 106  | 84   |

## Infrastruktur

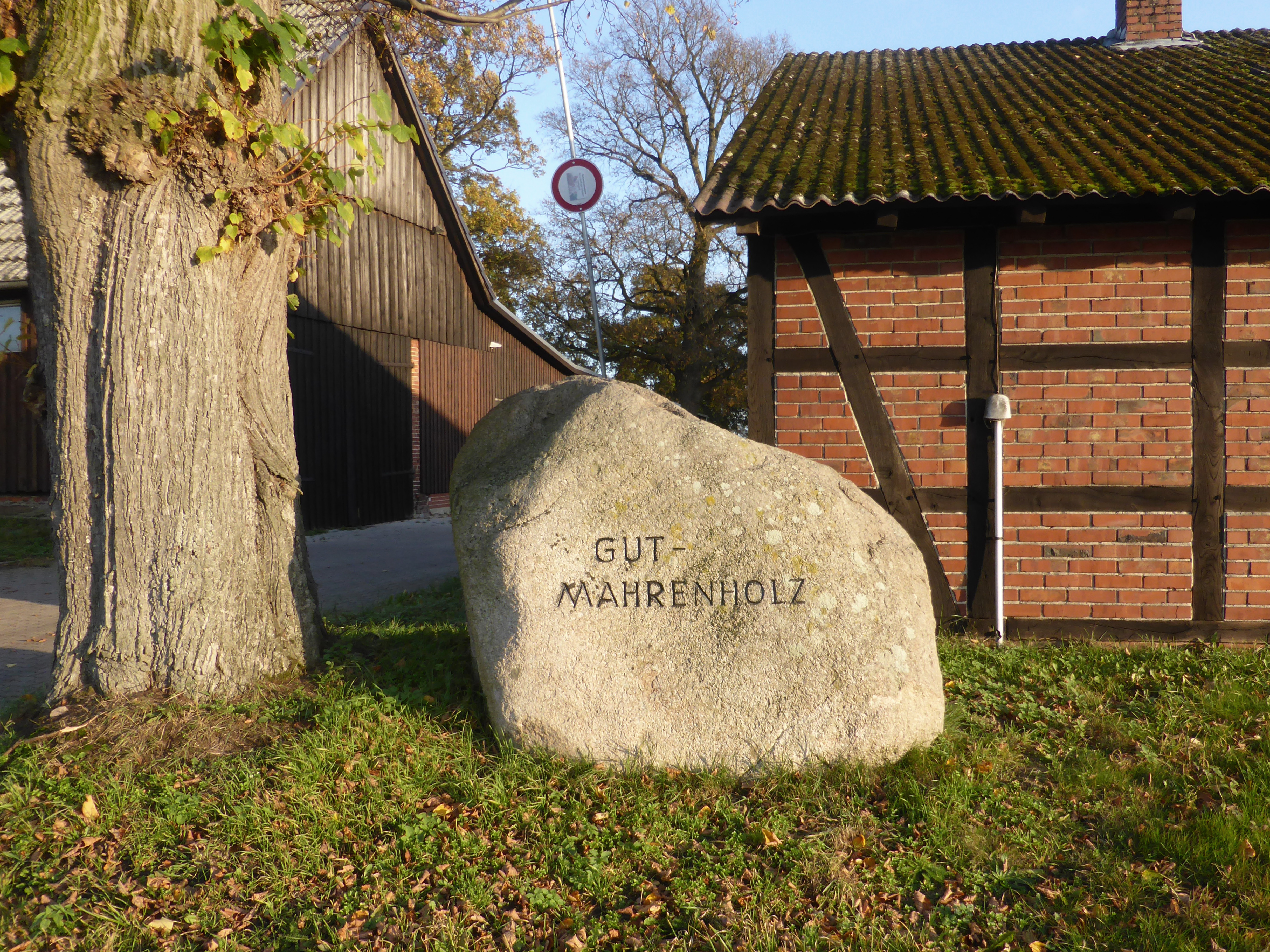
Eingang zum Gut

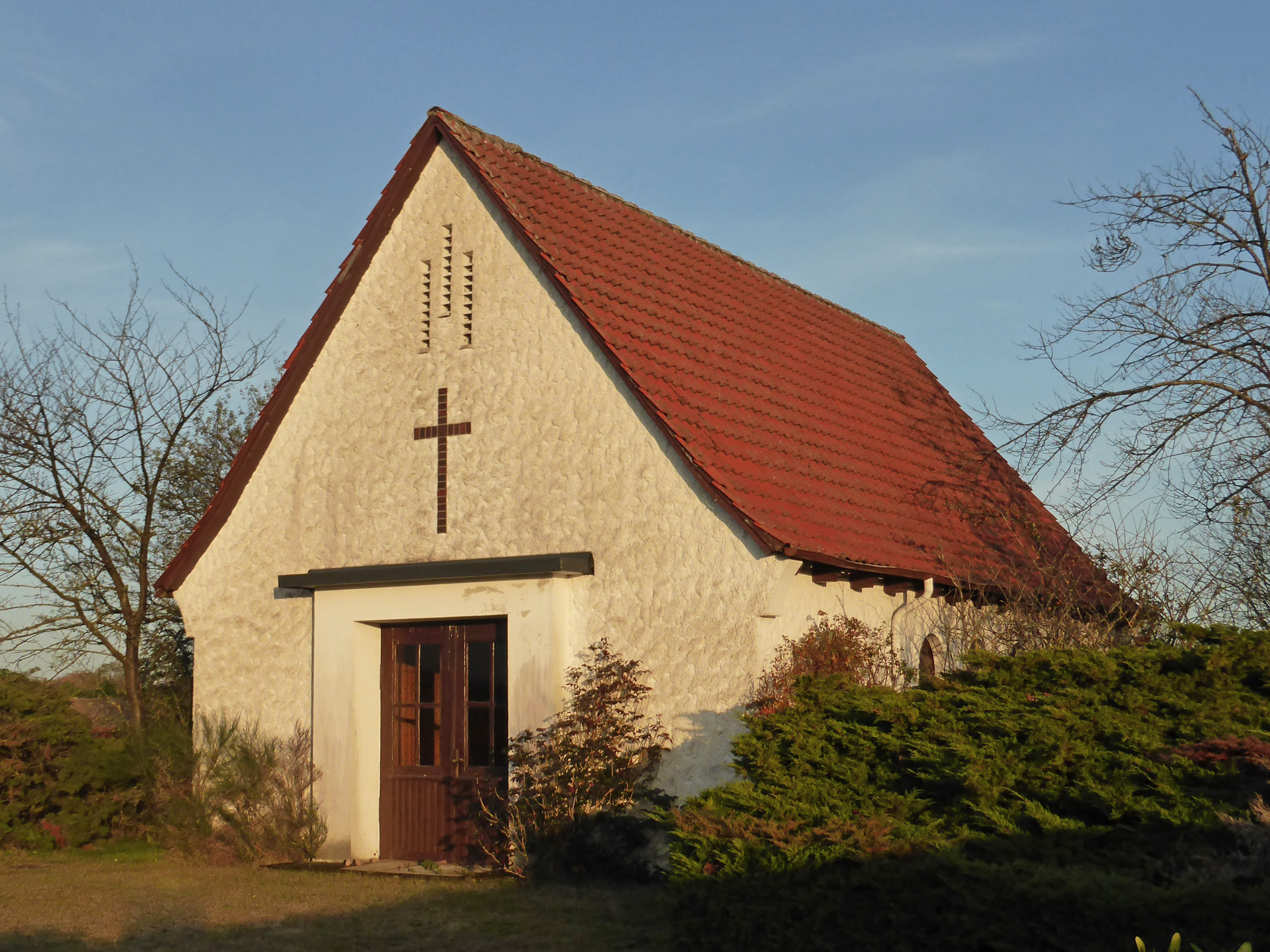
Friedhofskapelle

Die Posthilfstelle Mahrenholz, die seit 1931 bestand und dem Postamt Wittingen zugeordnet war, wurde geschlossen, heute ist in Mahrenholz nur noch ein Postbriefkasten vorhanden. Für Kinder steht in Mahrenholz ein Spielplatz zur Verfügung. Auch die Gaststätte von Hermann Claus und das Bahnhofs-Hotel wurden geschlossen. Einkaufsmöglichkeiten des täglichen Bedarfs und Gastronomie sind in Mahrenholz nicht vorhanden.
1950 wurde das aus Finowfurt stammende „Ernst Marmetschke-Imprägnierwerk“, später „Gebrüder Marmetschke Imprägnier- und Sägewerk GmbH & Co. KG“, in Mahrenholz ansässig. Das Produktionswerk für hölzerne Bahnschwellen befindet sich am Bahnhof, im Januar 2007 wurde es von der „ThyssenKrupp GfT Gleistechnik GmbH“ erworbenen. Um 2009 produzierte das 2008/09 modernisierte Werk mit einer Belegschaft von 38 Personen rund 160.000 Holzschwellen pro Jahr. Nachdem 2011 ein Schienenkartell aufgedeckt wurde und Thyssenkrupp hohe Bußgelder zahlen musste, schloss das Unternehmen das Werk in Mahrenholz Ende 2014. Das Imprägnierwerk des geschlossenen Bahnschwellenwerkes wird seit 2014 von der „Imprägnierwerk Marmetschke GmbH“ weitergeführt.
Unter Denkmalschutz stehen als Baudenkmale das Empfangsgebäude des Bahnhofs sowie die Brücke über die Wiehe. In Mahrenholz sind auch ein Gutshof sowie ein Kriegerdenkmal für die Gefallenen des Ersten Weltkriegs vorhanden. Der Friedhof befindet sich westlich der Bundesstraße 4, er verfügt über eine Kapelle, in der auf Wandtafeln die Opfer der beiden Weltkriege aus Mahrenholz verzeichnet sind.
Eine Kirche ist in Mahrenholz nicht vorhanden. Die nächstliegenden evangelisch-lutherischen Kirchen befinden sich in Groß Oesingen, Katholiken in Mahrenholz gehören zur Pfarrei Wittingen mit der nähergelegenen Filialkirche Mariä Himmelfahrt (Wesendorf).